# Retsil (Washington)
Retsil es un área no incorporada ubicada en el condado de Kitsap en el estado estadounidense de Washington.

## Geografía
Retsil se encuentra ubicado en las coordenadas 47°32′45″N 122°36′40″O / 47.54583, -122.61111.